# Tarzan & Jane
Tarzan & Jane ist eine Filmadaption der Zeichentrickserie Disneys Tarzan, die aus drei nicht veröffentlichten Folgen (37–39) der Serie besteht. Die zusammengefassten Folgen wurden im Jahr 2002 als Direct-to-DVD-Produktion durch die Walt Disney Studios fertiggestellt. Regie führte Steve Loter.

## Inhalt
Seit einem Jahr leben Tarzan und Jane im Urwald miteinander. Dieses Jubiläum möchten sie mit ihren Freunden, Janes Vater Prof. Porter, dem Gorillamädchen Terk und dem unmutigen Elefanten Tantor, feiern und Jane sucht nach dem passenden Geschenk für Tarzan. Mit Prof. Porter, Terk und Tantor redet Jane über die vergangenen Abenteuer und was man Tarzan schenken kann. Sie erzählen, dass sie mit Janes britischen Freunden den Dschungel durchforsteten, dass sie sowohl über Lava surften als auch ein paar Schurken das Handwerk legten und dass sie einen Sandkastenfreund von Jane als Verräter enttarnten.

## Veröffentlichung
Die Produktion wurde am 23. Juli 2002 von Buena Vista Home Entertainment in den USA auf DVD veröffentlicht. Am 22. August erschien der Film auch auf Deutsch auf DVD. Am 2. Februar 2007 wurde der Film auch auf Super RTL ausgestrahlt.

## Synchronisation
| Rolle        | englischer Sprecher |
| ------------ | ------------------- |
| Tarzan       | Michael T. Weiss    |
| Jane         | Olivia d’Abo        |
| Terk         | April Winchell      |
| Tantor       | Jim Cummings        |
| Prof. Porter | Jeff Bennet         |

## Kritik
„Enttäuschendes Fließband-Produkt aus dem Hause Disney […] Banale, einfallslose Geschichten voller Klischees und Übertreibungen.“